# Ken Tyrrell
Ken Tyrrell (ur. 3 maja 1924 w East Horsley, zm. 25 sierpnia 2001 tamże) – brytyjski kierowca wyścigowy, założyciel zespołu Tyrrell Racing.

## Życiorys
Podczas II wojny światowej służył w Royal Air Force. Po zakończeniu wojny wzbogacił się na handlu drewnem. W 1951 roku rozpoczął rywalizację Cooperem-BMC w Formule 3, a w późniejszym czasie rywalizował także samochodami Coopera Formuły 2. Pod koniec lat pięćdziesiątych rozpoczął przygotowywanie samochodów dla innych kierowców, między innymi dla Henry’ego Taylora. Dzięki zacieśnieniu relacji z Cooperem w 1960 roku utworzył Tyrrell Racing Organisation, który był odpowiedzialny za prowadzenie fabrycznego zespołu Coopera w Formule Junior. W 1961 roku rozszerzył działalność na samochody turystyczne (Mini modyfikowane przez Coopera). W 1964 roku kierowca Tyrrella, Jackie Stewart, zdobył mistrzostwo Brytyjskiej Formuły 3, zaś Warwick Banks triumfował w serii European Touring Car Championship. W 1965 roku Tyrrell zadebiutował w Formule 2 ze Stewartem i Jackym Ickxem, a także przejął prowadzenie fabrycznego zespołu Coopera w Formule 1 po tym, gdy John Cooper został poważnie ranny w wypadku. Następnie Tyrrell sprzedał Coopera Chipstead Motor Group, a sam przeszedł w Formule 2 na samochody Matra-BRM. Decyzja Coswortha o udostępnieniu klientom silników DFV spowodowała zaangażowanie Tyrrella w Formułę 1 z samochodami Matra. Jego zespół, odrębny od Matra Sports, rywalizował jako Matra International. W 1968 ścigali się w nim Stewart i Johnny Servoz-Gavin. Stewart wygrał Grand Prix Holandii, Niemiec i Stanów Zjednoczonych i został wicemistrzem świata. W sezonie 1969 w zespole Matra International ścigali się Stewart i Jean-Pierre Beltoise. Stewart wygrał sześciokrotnie (Południowa Afryka, Hiszpania, Holandia, Francja, Wielka Brytania, Włochy) i został mistrzem świata, a Matra zdobyła mistrzostwo konstruktorów. Nalegania Matry dotyczące używania silników V12 tej firmy w sezonie 1970 spowodowały odejście Tyrrella i zakupienie pojazdów March. W sezonie 1970 Stewart wygrał Marchem jeden wyścig, jednak jego March 701 cechował się wysoką awaryjnością. Tymczasem Ken Tyrrell potajemnie zatrudnił Dereka Gardnera do zaprojektowania własnego samochodu, co urzeczywistniło się wystawieniem w późnej części 1970 roku Tyrrella 001. W 1971 Tyrrell wygrał siedem wyścigów za sprawą Jackiego Stewarta i François Ceverta, zdobywając tytułów wśród kierowców (Stewart) i konstruktorów. W 1972 roku Tyrrell ustąpił Lotusowi, ale rok później Stewart ponownie triumfował w klasyfikacji kierowców. W kwalifikacjach do Grand Prix Stanów Zjednoczonych zginął François Cevert, co spowodowało wycofanie się Tyrrella z wyścigu – w ten sposób tytuł w klasyfikacji konstruktorów obronił Lotus. Ponadto wkrótce później Stewart zrezygnował z Formuły 1, w związku z czym Tyrrell zatrudnił Jody’ego Schecktera i Patricka Depaillera. Z tymi kierowcami w składzie Tyrrell zajmował trzecie miejsce w klasyfikacji konstruktorów w sezonach 1974 i 1976 roku, w drugim z nich używając sześciokołowego Tyrrella P34. Po odejściu Schecktera do Wolfa Tyrrell zatrudnił Ronniego Petersona, a następnie Didiera Pironiego. Wycofanie się Elfa ze sponsoringu Tyrrella w 1979 roku spowodowało trudności finansowe zespołu i konieczność zatrudniania młodych kierowców, m.in. Michele Alboreto, Stefana Bellofa, Martina Brundle’a i Jeana Alesiego. Za sprawą Alboreto Tyrrell wygrał dwa wyścigi w latach 1982–1983. Sprzeciw Kena Tyrrella wobec stosowania silników turbodoładowanych spowodował niedofinansowanie z uwagi na brak zaangażowania dużego producenta. Stąd też zespół tracił młodych kierowców po wygaśnięciu ich kontraktów, a także charakteryzował się niestabilną sytuacją sponsorską. W 1987 roku do Tyrrella dołączył Harvey Postlethwaite, który m.in. zaprojektował udanego Tyrrella 019 na sezon 1990. Następnie odszedł z Tyrrella, aby powrócić do niego pod koniec 1993 roku po zaoferowaniu mu 10% udziałów w zespole. W 1997 roku Ken Tyrrell wraz z synami wyraził zgodę na sprzedaż zespołu koncernowi British American Tobacco. Po sporze z nowym właścicielem Ken i Bob Tyrrellowie odeszli z zespołu w 1998 roku. W 1999 roku u Kena Tyrrella zdiagnozowano raka trzustki, na którego zmarł w 2001 roku.